# آیریس فونتبونا
آیریس فونتبونا (انگلیسی: Iris Fontbona؛ زادهٔ ۱۹۴۲/۱۹۴۳ (۸۲–۸۳ سال)) کارآفرین و سرمایه‌دار اهل شیلی است، که مالک شرکت آنتوفاگاستا پی‌ال‌سی بشمار می‌آید و با دارایی خالص ۱۶ میلیارد دلار، بعنوان ثروتمندترین فرد شیلی شناخته می‌شود.